# Dasypoda oraniensis
Dasypoda oraniensis är en biart som beskrevs av Pérez 1895. Dasypoda oraniensis ingår i släktet byxbin, och familjen sommarbin. Inga underarter finns listade i Catalogue of Life.